# Anawim
 (août 2011).
Les Anawim sont les pauvres de Yahvé . En hébreu, le singulier Anawah est utilisé par les prophètes (Sophonie, Amos), dans les Psaumes et par Marie dans le Magnificat : les pauvres de Dieu, c'est-à-dire les « courbés », les « inclinés », les petits, les faibles, les humbles, les affligés, les doux. Le dominicain Bernard Bro rapporte les propos d'un théologien et exégète selon lequel dix ans d'études bibliques ne suffiraient pas pour éclaircir cette notion, cette idée, répondant à la question de savoir pourquoi seuls les pauvres d'Israël pouvaient accueillir Dieu.
Aussi cet article donne-t-il quelques clefs étymologiques d'interprétation et pistes de lecture sans vouloir en rien faire le tour de cette question.

## Origine et signification du mot
Les Anawim sont les "pauvres de Dieu". La pauvreté chez les Hébreux ne signifie pas seulement le manque de ressources matérielles, ou d'argent (rash en hébreu), elle contient l'idée de petitesse et d'abaissement et concerne aussi le caractère de la personne, son être profond et plus encore ce terme désigne une attitude de pauvreté spirituelle face à Dieu.

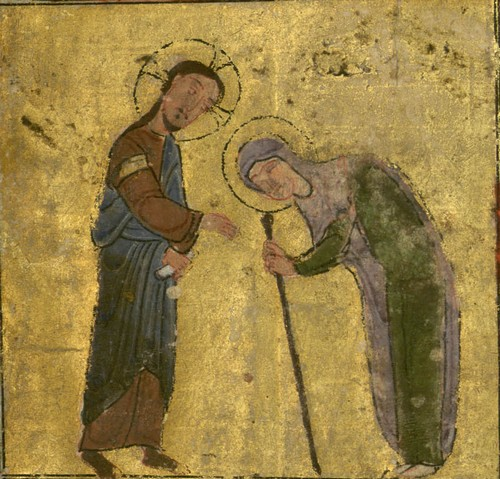
« Et voici qu'il y avait là une femme ayant, depuis dix-huit ans, un esprit qui la rendait infirme ; elle était toute courbée et ne pouvait absolument pas se redresser Évangéliaire copte-arabe, 1250. » Luc 13.

En hébreu, le singulier anawah est utilisé par les prophètes (Sophonie, Amos), dans les Psaumes : les pauvres de Dieu, c'est-à-dire les petits, les faibles, les humbles, les affligés, les doux,, contraire de riche, hautain, violent. cf Ebionim affamés, et Dallim opprimé).
Le mot Anaw en hébreu signifie à la fois pauvreté et douceur. Les deux mots en hébreu ’ani et ’anu sont issus d’une même racine ענה (’anah) qui signifie « s'occuper de », « se tourmenter » mais aussi « être humilié, affligé » ou encore «être courbé, être abaissé». Ces termes ont pour origine la racine nh qui signifierait le fléchissement avec idée d'infériorité, ani étant le pauvre courbé, le pauvre rabaissé, le pauvre opprimé. Anaw souvent confondu avec Ani serait un mot plus récent, un concept plus religieux voire moral (avec idée de piété et de douceur) lequel contiendrait en supplément l'idée d'« humilité ». Le mot Oni de la même racine signifie l'oppression, la misère et l'affliction. Les anawim sont ceux qui crient vers Dieu et sont exaucés.
- Any  /  aniyim  : pauvreté matérielle, nécessiteux, et misérables.
- Anu et anawim : humbles et doux

(peut-être aussi pauvres en grâces naturelles : ex. aveugle)  .
- anouwt est un substantif hébreu utilisé une seule fois dans toute la Bible pour désigner l'humilité de Moïse, le plus humble de tous les hommes.

Les hébreux étaient devant Dieu en Égypte : pauvres, malheureux et opprimés. Il s'agit de la pauvreté de celui qui est humilié et opprimé.
- en latin : humilitas et non paupertas.
- en grec[7],

Ce mot est traduit dans le Nouveau Testament par trois termes :
- - doux : πραύς (praus)
  - craintif : πτώξ, gén. πτωκός (ptôx, gén. ptôkos)
  - humble, humilié : ταπεινός (tapeinos)

En Israël vivent :
- Les ebionim (le mouvement Ébonite, des juifs adeptes de Jésus, en reprendra le nom dès le Ier – IIe siècle) : c’est le pauvre en train de mendier.
- Les dallim, les prolétaires, le « pauvre en son état de maigreur », totalement dépourvu de ressources.
- Les anawim sont les humiliés, les opprimés de toute sorte[8].

«  Un pauvre crie ; le Seigneur entend : il le sauve de toutes ses angoisses :

Le Seigneur regarde les justes, il écoute, attentif à leurs cris....
Le Seigneur entend ceux qui l'appellent : de toutes leurs angoisses, il les délivre.

Il est proche du cœur brisé, il sauve l'esprit abattu.  »
— Psaume 34

## Les anawim dans la Bible

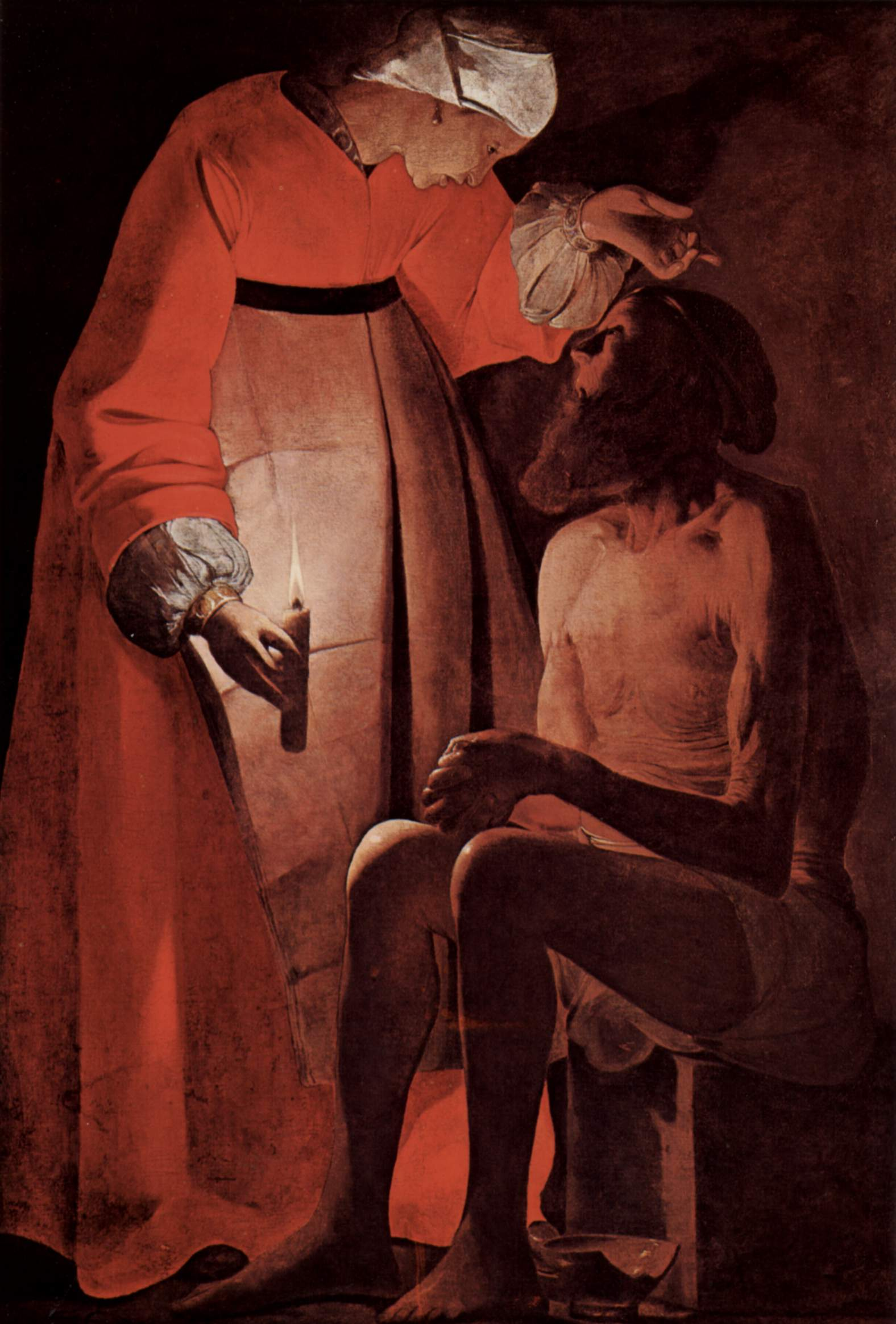
Georges de La Tour, Job.

- Les prophètes leur ont promis le Royaume : « Je laisserai en toi un peuple petit et faible qui t'abritera dans le nom de Yaweh » (Sophonie, 3, 12) - « Cherchez Yaweh, vous tous humbles du pays, qui exécutez sa volonté » (Sophonie 2, 3). Dans l'Ancien Testament, Job, Judith étaient des anawim. « Ta force n'est pas dans le nombre, ni ta puissance dans les forts, mais tu es le Dieu des humbles, le secours des petits, protecteur des faibles, le défenseur des abandonnés, le sauveur des désespérés » (Judith 9, 11). Les pauvres de Dieu l'invoquent au cœur de la misère, face à la mort, au danger, au malheur, à leurs ennemis, dans la détresse, puis exaucés le louent et le chantent. Ce combat avec Dieu est au cœur des Psaumes de David. Jacob, comme Job, les 'anawim luttent avec Dieu : « J'étais faible, tu m'as sauvé » (Psaume)[9]. La pauvre veuve de Sarepta est visitée par le Prophète Élie. Les anawims sont visités par les anges, comme Tobie ou Daniel.
- Isaïe en parle à plusieurs reprises pour les associer (11,4)[10]) à l'idée de la justice véritable : Le Messie promis fera justice en discernant riches et pauvres, doux et violents, comme David le fit dans les Psaumes et en favorisant la pauvreté matérielle ou morale : «  Il ne jugera pas d'après les apparences, il ne tranchera pas d'après ce qu'il entend dire. Il jugera les petits   (Le mot dallim, signifie aussi pauvres au sens materiel) avec justice, il tranchera avec droiture en faveur des pauvres (anawim signifie aussi doux et humbles) du pays. »

«  Les humbles se réjouiront de plus en plus dans le Seigneur, les pauvres gens exulteront à cause du Dieu Saint d'Israël. Car ce sera la fin des tyrans, ceux qui se moquent de Dieu disparaîtront, et tous les gens empressés à mal faire seront exterminés  »
— Isaïe  , 29,17-24
- La vertu des anawim est peut-être l'inverse du péché grec d'hybris caractéristique des tyrans (orgueil, démesure, violence) dans la mentalité grecque.
- C'est surtout dans le Livre des Psaumes qu'on retrouve très souvent ce mot dont l'étude est une clef de lecture. Le roi David était un berger, comme Amos.
- Pour les Juifs de Qumrân (puis saint Jean) s'opposent les fils de la Lumière et ceux des Ténèbres ainsi les anawims s'opposent-ils aux violents, puissants, riches et aux orgueilleux qui gardent la nuque raide et ne se courbent pas. C'est eux qui seront victorieux.
- A Qumrân, cependant, on observe une dérive sectaire de la notion de 'Anawîm[11].

## Les anawim dans l'Évangile

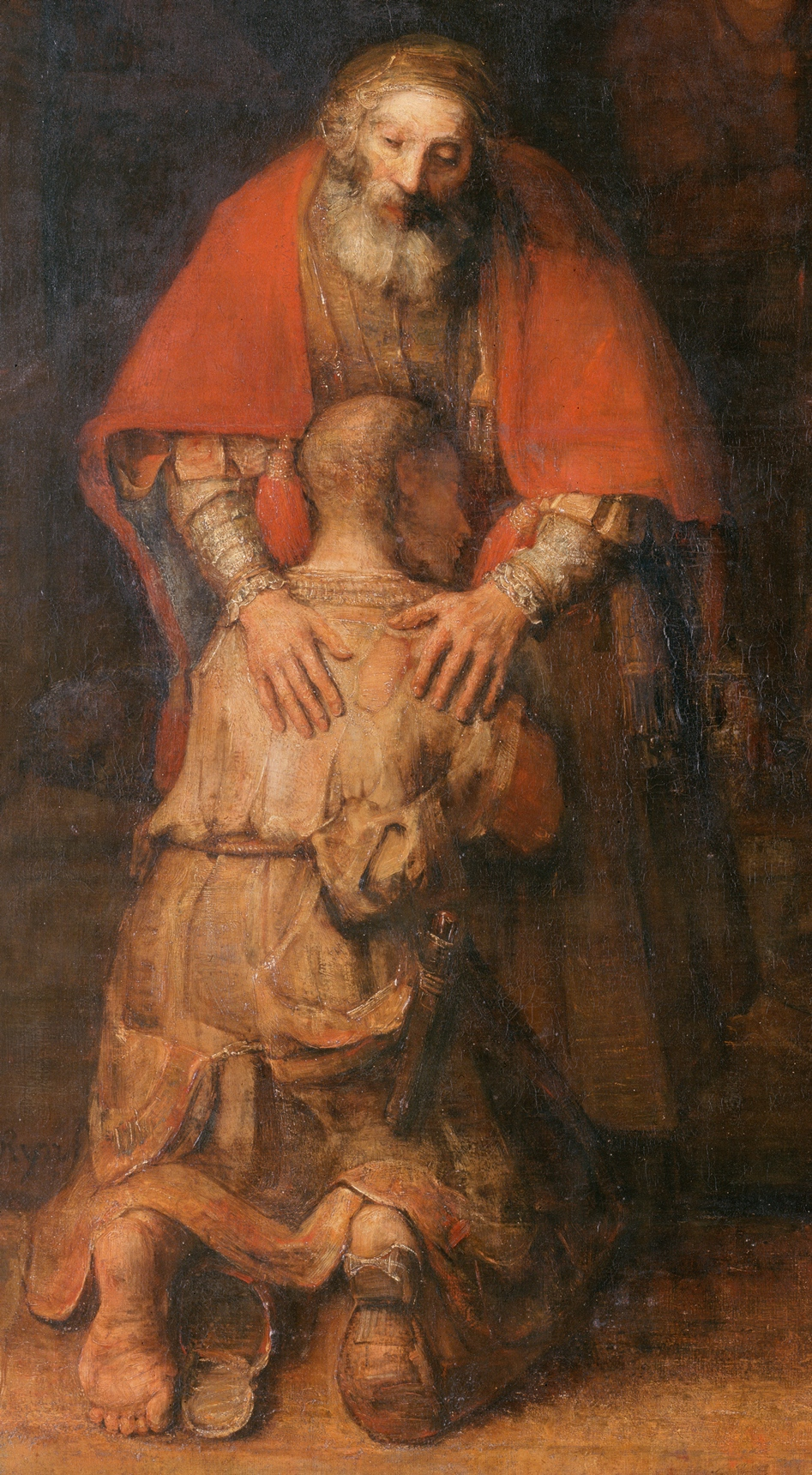
Retour du Fils Prodigue, Rembrandt.

- La Bonne Nouvelle est portée aux Pauvres, c'est-à-dire aux anawim : Jésus l'affirme dans la synagogue de Nazareth en ouvrant le rouleau d'Isaïe (61, 1) : « Πνα Κυ ἐπ' ἐμέ οὗ εἵνεκεν ἔχρισέν με

εὐαγγελίσασθαι πτωχοῖς ἀπέσταλμαι : L'Esprit du Seigneur sur moi, du fait qu'il m'a oint pour porter la bonne nouvelle aux pauvres » Luc, 4, 18, en hébreu ענו anaw.
- Saint Jacques parle des pauvres moissonneurs courbés pour faire la moisson et privés de leur salaire opprimés par les riches mais aussi de la veuve et de l'orphelin : ceux qui restent pauvres face à la vie, sans appui, sans défenseur que Dieu et crient vers lui nuit et jour comme Anne la prophétesse.
- Les disciples de Jésus, de pauvres pécheurs de Galilée, les bergers, Joseph le charpentier, la pauvre veuve indigente mettant dans le tronc une obole, la pauvre veuve réclamant quotidiennement justice auprès du Juge, le pauvre Lazare, les pauvres aveugles, boiteux, paralytiques, lépreux, et enfin la Sainte Vierge Marie, la pauvre de Yaweh[12],[13],[14], sont des anawim[15]. L'attitude du publicain courbé devant Dieu, du lépreux prosterné dans une attitude pleine d'humilité face à l'orgueil du pharisien ou à l'ingratitude des autres lépreux montrent encore qu'il s'agit d'anawim. Zachée est riche, mais petit de taille.
- Ce concept de pauvreté qui insiste sur l'attitude du cœur est au fondement des Béatitudes : « Heureux vous, les pauvres de cœur, car le Royaume des Cieux est à vous ». Doux, humbles, miséricordieux, affligés, persécutés, pauvres en esprit (anawre ruah et  ruah anaw dans les documents de Qumrân) sont invités au bonheur et à la joie comme dans les Proverbes ou Isaïe[16].
- L'attitude du publicain dans la parabole du publicain et du pharisien (Luc 18:9-14)  est celle du pauvre par excellence.

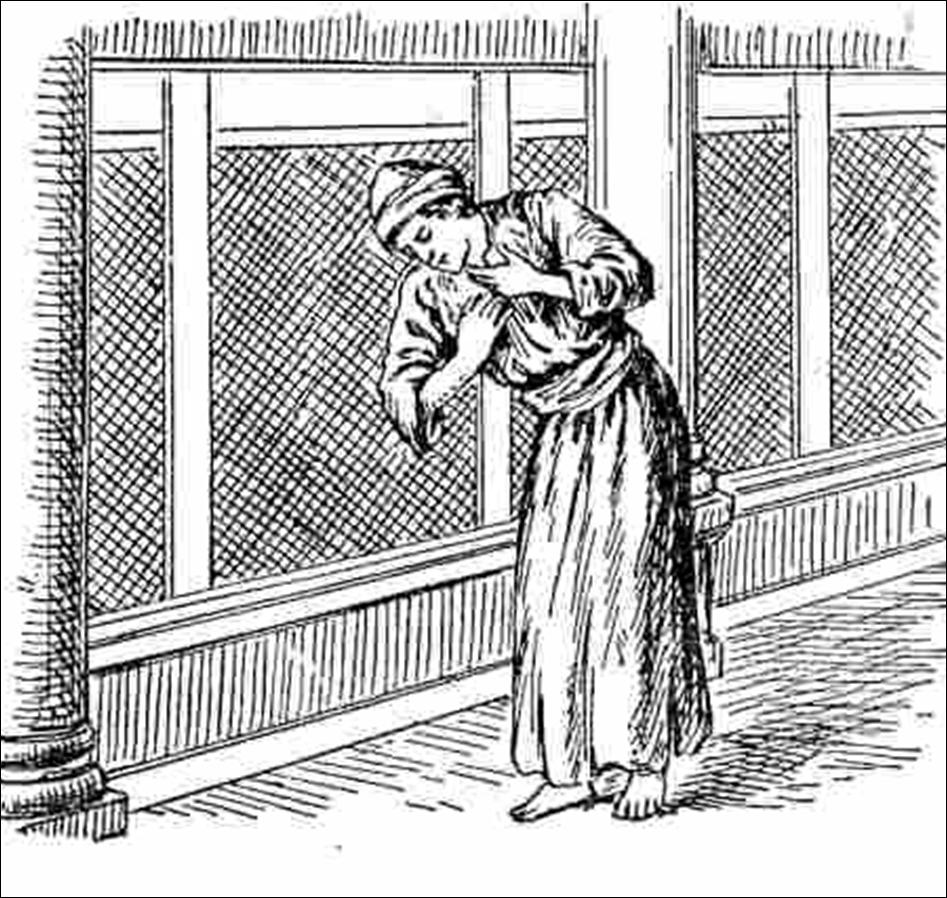
Le publicain, se tenant à distance, n'osait même pas lever les yeux au ciel, mais il se frappait la poitrine, en disant : " Mon Dieu, aie pitié du pécheur que je suis ! "

- Dans la parabole du Fils Prodigue  le fils connaît successivement ces trois aspects de la pauvreté. Le fils parti au loin devient tout d'abord pauvre matériellement, ani, pauvre et affamé, maigre et opprimé   c'est-à-dire  dal, ebion un mendiant lorsqu'il rentre chez son père, il se fait pauvre moralement en demandant de devenir un simple serviteur et il devient un   anaw. C'est l'image évangélique du sacrement du la confession.
- Dans Matthieu (apôtre) 11, on retrouve ce fait que la Bonne Nouvelle est révélée à ceux qui sont courbés, c'est-à-dire à dire peinant sous le poids d'un fardeau. D'après certaines interprétations il s'agirait d'un sens figuré, celui de la Loi et de ses observances mais en fait le verbe κοπιάω signifie « travailler dur » et φορτίζω charger un fardeau d'où « être chargé d'un fardeau », ployer sous le fardeau ; certains protestants traduisent νήπιοις par « pauvres en esprit » et non par « enfants ».
- Jésus le pauvre fils du charpentier, et le bon pasteur des brebis, est en se définissant comme « doux et humble de cœur », le premier et le chef des anawim de anav, terme qui signifierait aussi douceur et humilité.

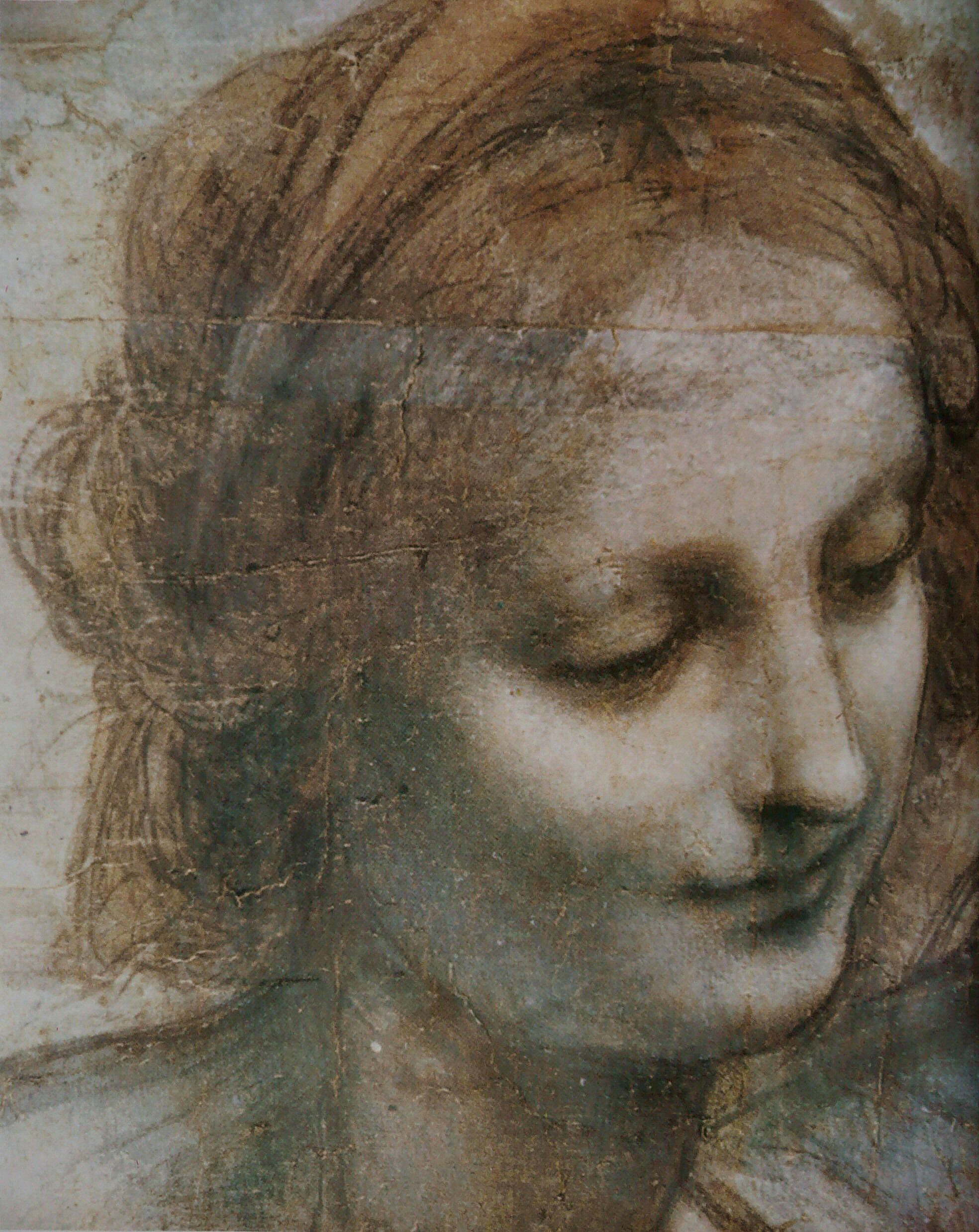
La Vierge Marie est la première des anawim.

## Les anawim dans la tradition chrétienne
Le concept de pauvreté est resté fondamental. Tous les ordres religieux font vœu de pauvreté, qui est élevée au rang de vertu chrétienne de même que l'humilité.
Par exemple, François d'Assise est surnommé « il Poverello » (le Petit Pauvre) : « Dame sainte Pauvreté, que le Seigneur te garde, avec ta sœur, sainte Humilité » (Salutation des Vertus). Charles de Foucauld en fait le fondement de la vie fraternelle : « Ne méprisons pas les pauvres, les petits... Ne cessons jamais d'être en tout des pauvres, des frères des pauvres, des compagnons des pauvres, soyons les plus pauvres des pauvres comme Jésus, et comme lui, aimons les pauvres et entourons-nous d'eux. »
La prière de l'Ave Maria est une prière typiquement lié à ce concept : « Sainte Mère de Dieu priez pour nous pauvres pécheurs ». Il s'agit de l'attitude de prière propre aux anawim et non d'une pauvreté matérielle.
La Vierge Marie est la première des anawim comme Jésus est le chef des anawims. Dans le Magnificat, le Père Mann traduit « Il a jeté les yeux sur son humble servante » par « sur la pauvreté de sa servante »; traduisant ainsi le mot grec « tapeinosis » par pauvreté relativement à la condition sociale de Marie, celle des anawims  et non de sa vertu mais la majorité des traducteurs traduisent ce mot par « humilité ».
Sainte Thérèse de Lisieux surnommée « la petite Thérèse », Sainte Bernadette Soubirous ramassant du bois près du Gave de Pau et choisie parce qu'étant la plus pauvre, la bergère Benoîte Rencurel   sont aussi des anawims.

## Noël

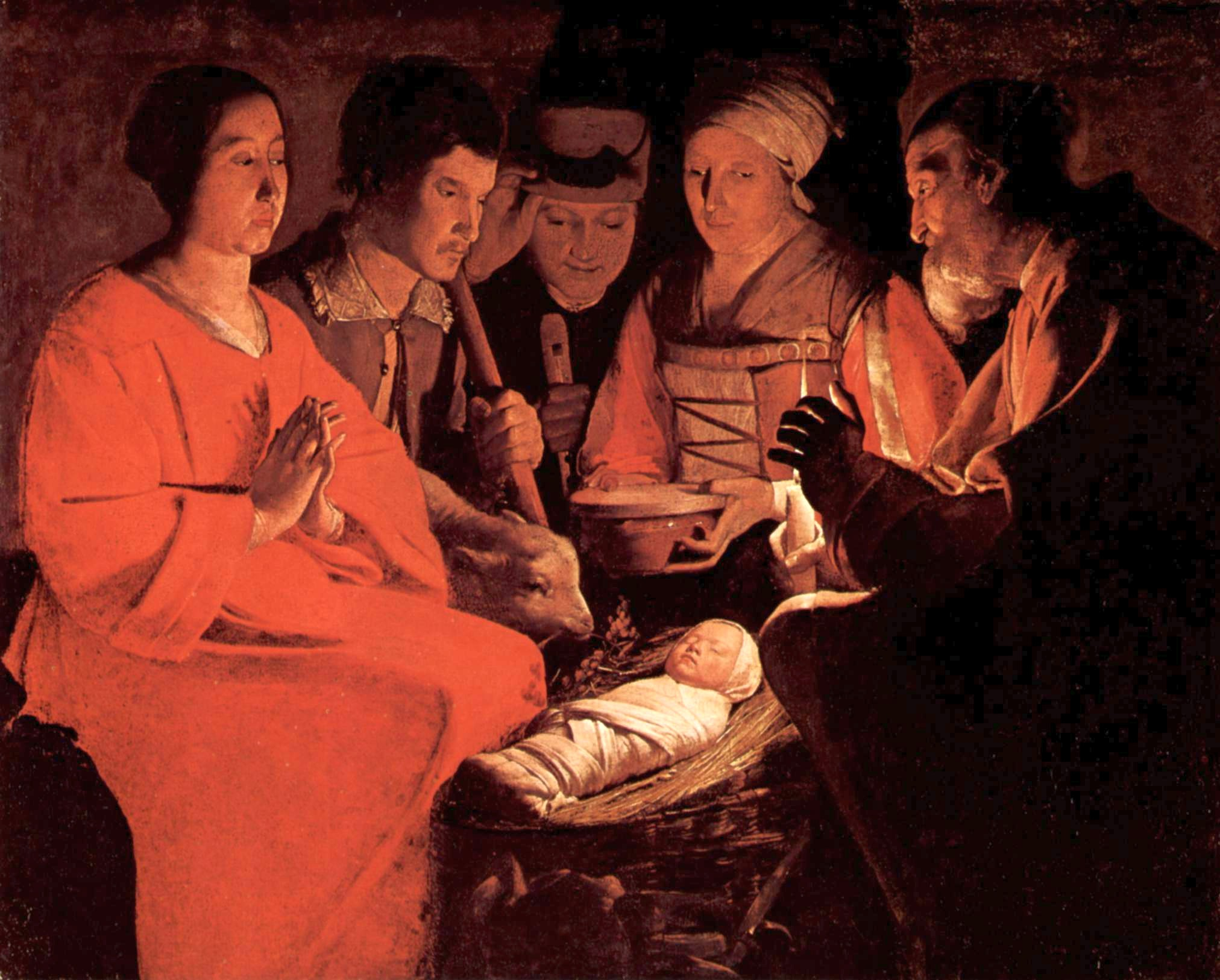
L'Adoration des bergers de Georges de La Tour.

Noël est le mystère même des anawims c'est-à-dire de la pauvreté : Marie et Joseph ont été humiliés, et rejetés car il n'y a pas de place dans l'auberge de Bethleem  pour eux et elle doit mettre au monde son enfant dans l'étable entre un bœuf et un âne. Charpentier, bergers, pauvres de Dieu, entourent la Vierge Marie et se courbent sur le berceau de Jésus nouveau-né, pour l'adorer, il est couché dans une mangeoire.... Noël sera plus tard la fête des enfants et des humbles.

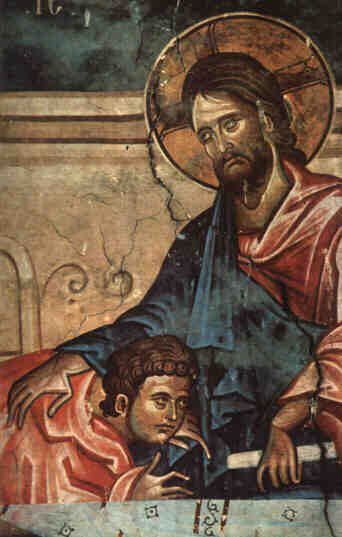
Jésus-Christ avec saint Jean l'évangéliste, fresque du XIVe siècle, Géorgie.

## Citations
«   Bienheureux sont les pauvres en esprit, car le royaume des cieux est à eux. »

Matthieu dit : « Pauvres en esprit. »—Luc (vi, 20) dit plus justement : « Pauvres, » car ces pauvres et doux des Évangiles répondent certainement au mot hébreu anawim (pluriel à'anaw).
Dans le Pentateuque, dans les Prophètes et dans les Psaumes, anaw signifie à la fois pauvre et doux.
- « Or, cet homme (Moïse) était très doux et très humble (anaw), le plus doux et le plus humble qu'aucun homme qui fut sur la terre. » (Nombres, xu, 3.)
- « Les doux (anawim) posséderont la terre et se divertiront de la plénitude de la paix. »(Psaume xxxvn, 11.)
- « II vaut mieux être modeste avec les doux (anawim) que de partager le butin avec les superbes. » (Proverbes, xvi, 19.)
- « Les doux (anawim) augmenteront la joie dans le Seigneur, et les pauvres des hommes se réjouiront dans le sein d'Israël. » (Ésaïe, xxix, 19.)

Cette expression (anawim) répondait aussi probablement à l'idée qu'on s'était faite des fondateurs de l'école des prophètes, des lévites, d'après les prophètes et les Psaumes, car ils étaient absolument pauvres (ne pouvant posséder aucune terre), doux, pacifiques, humbles et purs de cœur.

Les nazaréens, les esséniens, puis les ébionites sont également émanés de l'idée qui répond au mot anawim  »
— Jacob Hippolyte Rodrigues , Les origines du sermon sur la Montagne 1868
Ce concept fut par la suite utilisé par la théologie de la libération un siècle plus tard avec une insistance sur la condition sociale, d'humble extraction, « servante », de Marie et des Anawim en général plutôt que la vertu l'humilité ou de douceur, comme dans la première béatitude. Cette traduction serait confirmée par le Magnificat lorsqu'il est dit que Dieu renverse les puissants de leur trône pour élever les humbles (P. Mann).
La théologie traditionnelle, celle de Jacob Hippolyte Rodrigues ou du Père de Montfort, insiste plutôt sur les vertus exceptionnelles du caractère et du « Cœur immaculé » la Vierge Marie, née sans le péché originel, : Le monde s'est brisé sur sa douceur, elle a triomphé de l'orgueil de Satan par son humilité, tout en reconnaissant la pauvreté sociale et matérielle effective de la Sainte Famille, par exemple lors de la Nativité  : elle n'oppose pas les divers sens du terme concernant les Pauvres de Dieu, anawim. Le Père Louis Marie Grignon de Montfort oppose les « riches et orgueilleux » mondains et les violents aux humbles et pauvres enfants de la Vierge Marie; sans aucun doute des anawim.
« Le pauvre, c'est un mendiant, un chétif, un courbé. C'est une attitude physique, mais cela a également une signification religieuse : c'est une attitude d'âme. Le pauvre, c'est celui qui cherche Dieu, celui qui a besoin de Dieu, celui qui a faim et soif de Dieu »  Père Finet